# Pré-milenarismo
Pré-milenarismo ou quiliasmo (do grego transliterado khiliasmós, de raiz χιλιοι = "mil"), é a crença segundo a qual o que está descrito na Bíblia Sagrada a respeito do Reino Milenar de Cristo e de acontecimentos futuros são fatos históricos e proféticos, especialmente o livro de Apocalipse. Tornou-se a base da teologia dispensacionalista.
Divide-se em pré-milenarismo histórico e dispensacionalista.